# Gmina Bilice
Gmina Bilice (chorw. Općina Bilice) – gmina w Chorwacji, w żupanii szybenicko-knińskiej. W 2011 roku liczyła  2307 mieszkańców.